# Lijst van spoorwegstations in Gelderland

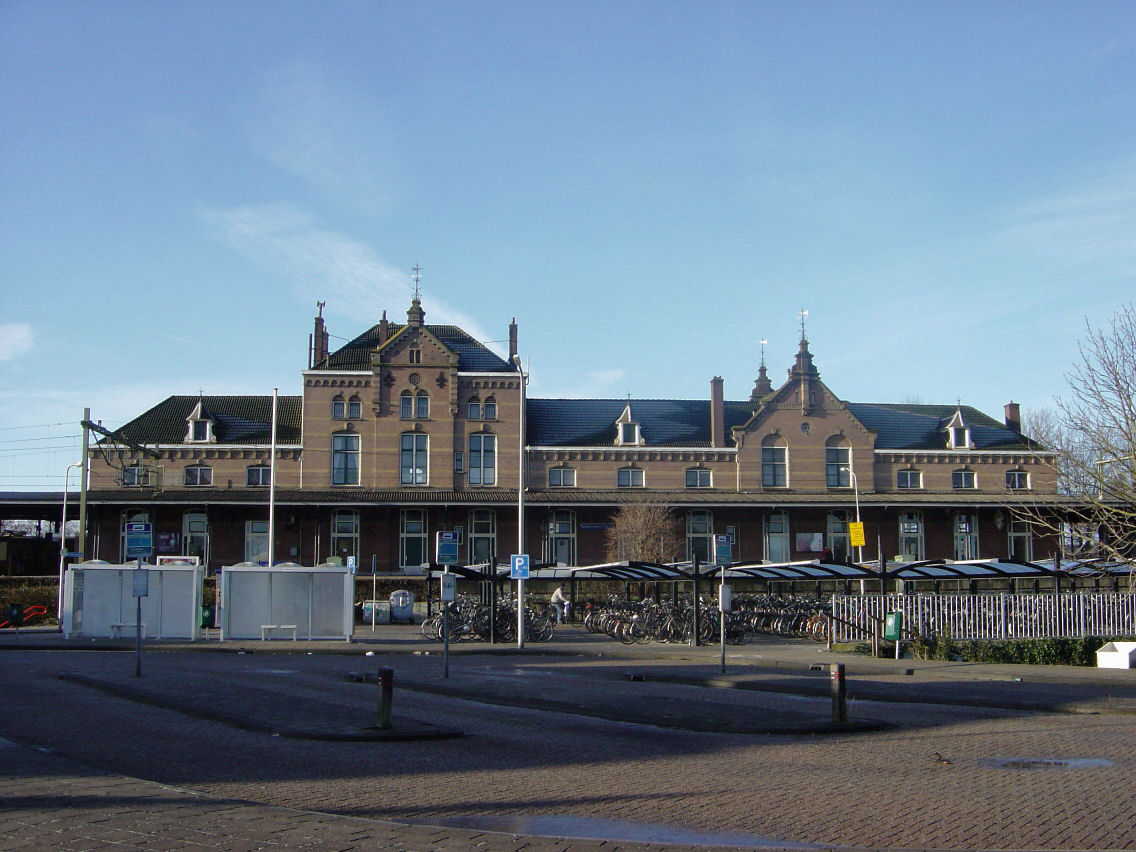
Station Geldermalsen

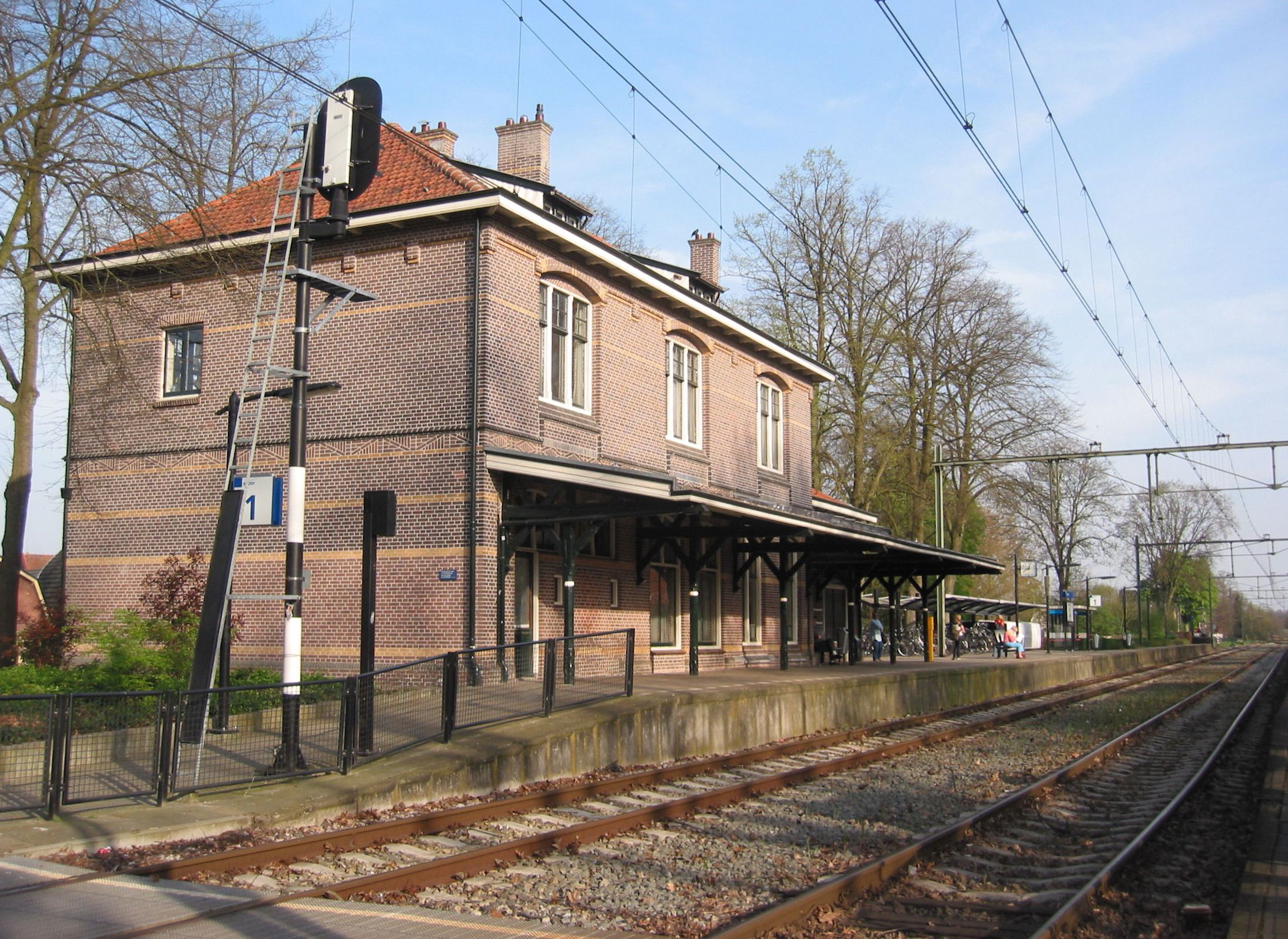
Station Lunteren

Dit is een lijst van spoorwegstations in de provincie Gelderland.

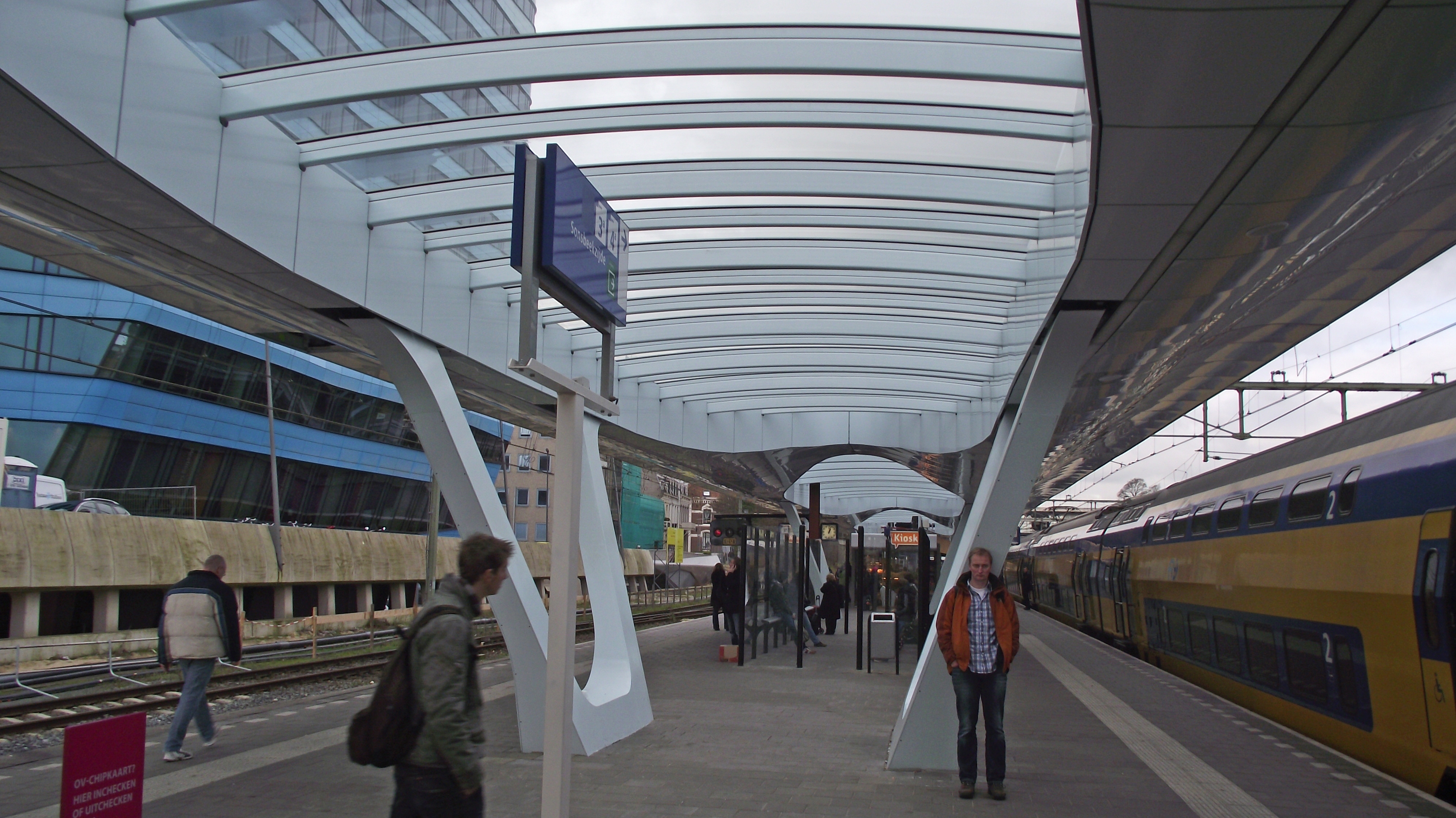
Station Arnhem Centraal

## Huidige stations
- Aalten
- Apeldoorn
  - De Maten
  - Osseveld
- Arnhem
  - Centraal
  - Presikhaaf
  - Velperpoort
  - Zuid
- Barneveld
  - Centrum
  - Noord
  - Zuid
- Beesd
- Brummen
- Culemborg
- Didam
- Dieren
- Doetinchem
  - De Huet
- Duiven
- Ede
  - Centrum
  - -Wageningen
- Elst
- Ermelo
- Gaanderen
- Geldermalsen
- 't Harde
- Harderwijk
- Hemmen-Dodewaard
- Hoevelaken[1]
- Kesteren
- Klarenbeek
- Lichtenvoorde-Groenlo

- Lochem
- Lunteren
- Nijkerk
- Nijmegen
  - Dukenburg
  - Goffert
  - Heyendaal
  - Lent
- Nunspeet
- Oosterbeek
- Opheusden
- Putten
- Rheden
- Ruurlo
- Terborg
- Tiel
  - Passewaaij
- Twello
- Varsseveld
- Veenendaal-De Klomp
- Velp
- Voorst-Empe
- Vorden
- Wehl
- Westervoort
- Wezep
- Wijchen
- Winterswijk
  - West
- Wolfheze
- Zaltbommel
- Zetten-Andelst
- Zevenaar
- Zutphen

## Voetnoot
1. ↑  Het dorp Hoevelaken ligt in de provincie Gelderland, echter het station ligt net over de grens in de provincie Utrecht.